# Persone di nome Gavin
| Questa pagina contiene informazioni ricavate automaticamente dalle voci biografiche con l'ausilio del template Bio e di un bot. L'aggiornamento è periodico e automatico e ricostruisce completamente la pagina. Se manca una persona in questa lista, sei pregato di non aggiungerla, ma accertati piuttosto che la sua voce biografica contenga il template Bio e che i dati anagrafici siano correttamente compilati. Se il template Bio manca, inseriscilo tu stesso o, in alternativa, metti l'avviso {{tmp\|Bio}} che ne segnala la mancanza. Se i dati riportati sono sbagliati, correggi direttamente la voce biografica; le modifiche saranno visibili in questa lista entro pochi giorni. Per chiarimenti vedi il progetto antroponimi. La lista contiene solo le 64 persone che sono citate nell'enciclopedia e per le quali è stato implementato correttamente il template Bio. Pagina aggiornata al 22 lug 2025. |

Questa è una lista di persone presenti nell'enciclopedia che hanno il nome Gavin, suddivise per attività principale.

## Allenatori di calcio(3)
- Gavin Rae, allenatore di calcio e ex calciatore scozzese (Aberdeen, n. 1977)
- Gavin Skelton, allenatore di calcio e calciatore inglese (Carlisle, n. 1981)
- Gavin Strachan, allenatore di calcio e ex calciatore scozzese (Aberdeen, n. 1978)

## Attori(6)
- Gavin Casalegno, attore e modello statunitense (Dallas, n. 1999)
- Gavin Gordon, attore statunitense (Chicora, n. 1901 - Canoga Park, † 1983)
- Gavin Leatherwood, attore statunitense (Maui, n. 1994)
- Gavin Lee, attore e ballerino britannico (Woodbridge, n. 1971)
- Gavin MacLeod, attore e predicatore statunitense (Mount Kisco, n. 1931 - Palm Desert, † 2021)
- Gavin O'Connor, attore irlandese (Cork, n. 1972)

## Attori teatrali(1)
- Gavin Creel, attore teatrale e cantante statunitense (Findlay, n. 1976 - New York, † 2024)

## Batteristi(1)
- Gavin Harrison, batterista britannico (Londra, n. 1963)

## Calciatori(17)
- Gavin Bazunu, calciatore irlandese (Dublino, n. 2002)
- Gavin Brennan, calciatore irlandese (Drogheda, n. 1988)
- Gavin Christie, calciatore bahamense (Nassau, n. 1981)
- Gavin Crawford, calciatore scozzese (Kilmarnock, n. 1869 - Londra, † 1955)
- Gavin Glinton, ex calciatore britannico (Grand Turk, n. 1979)
- Gavin Johnson, ex calciatore inglese (Stowmarket, n. 1970)
- Gavin Maguire, ex calciatore inglese (Londra, n. 1967)
- Gavin McCann, ex calciatore inglese (Blackpool, n. 1978)
- Gavin McGowan, ex calciatore inglese (Blackheath, n. 1976)
- Gavin Kizito, calciatore ugandese (n. 2002)
- Gavin Peacock, ex calciatore inglese (Eltham, n. 1967)
- Gavin Peers, ex calciatore irlandese (Dublino, n. 1985)
- Gavin Reilly, calciatore scozzese (Dumfries, n. 1993)
- Gavin Vlijter, calciatore surinamese (Paramaribo, n. 1997)
- Gavin Whyte, calciatore nordirlandese (Belfast, n. 1996)
- Gavin Wilkinson, ex calciatore neozelandese (Auckland, n. 1973)
- Gavin Williams, ex calciatore gallese (Merthyr Tydfil, n. 1980)

## Cantautori(3)
- Gavin DeGraw, cantautore statunitense (South Fallsburg, n. 1977)
- Gavin Rossdale, cantautore, chitarrista e attore britannico (Kilburn, n. 1965)
- Gavin James, cantautore irlandese (Dublino, n. 1991)

## Cestisti(3)
- Gavin Edwards, cestista statunitense (Gilbert, n. 1988)
- Gavin Schilling, cestista tedesco (Monaco di Baviera, n. 1995)
- Gavin Ware, cestista statunitense (Starkville, n. 1993)

## Ciclisti su strada(1)
- Gavin Mannion, ex ciclista su strada statunitense (Dedham, n. 1991)

## Climatologi(1)
- Gavin Schmidt, climatologo britannico

## Direttori della fotografia(1)
- Gavin Thurston, direttore della fotografia e regista statunitense (Stati Uniti d'America)

## Giocatori di baseball(1)
- Gavin Cecchini, ex giocatore di baseball statunitense (Lake Charles, n. 1993)

## Giocatori di football americano(1)
- Gavin Escobar, giocatore di football americano statunitense (New York, n. 1991 - Idyllwild-Pine Cove, † 2022)

## Giocatori di poker(2)
- Gavin Griffin, giocatore di poker statunitense (Darien, n. 1981)
- Gavin Smith, giocatore di poker canadese (Guelph, n. 1968 - Houston, † 2019)

## Giornalisti(2)
- Gavin McInnes, giornalista, attivista e comico canadese (Hitchin, n. 1970)
- Gavin Weightman, giornalista britannico (n. 1945 - Londra, † 2022)

## Militari(1)
- Gavin Astor, II barone Astor, ufficiale e editore inglese (n. 1918 - Tarland, † 1984)

## Pallavolisti(1)
- Gavin Schmitt, pallavolista canadese (Grande Prairie, n. 1986)

## Pistard(1)
- Gavin Hoover, pistard e ciclista su strada statunitense (Manhattan Beach, n. 1997)

## Pittori(1)
- Gavin Hamilton, pittore e archeologo britannico (Lanark, n. 1723 - Roma, † 1798)

## Politici(2)
- Gavin Newsom, politico statunitense (San Francisco, n. 1967)
- Gavin Williamson, politico britannico (Scarborough, n. 1976)

## Registi(3)
- Gavin Hood, regista, sceneggiatore e attore sudafricano (Johannesburg, n. 1963)
- Gavin O'Connor, regista, sceneggiatore e produttore cinematografico statunitense (Huntington, n. 1963)
- Gavin Wilding, regista e produttore cinematografico canadese

## Rugbisti a 15(4)
- Gavin Duffy, ex rugbista a 15 irlandese (Ballina, n. 1981)
- Gavin Henson, ex rugbista a 15 britannico (Bridgend, n. 1982)
- Gavin Johnson, ex rugbista a 15 sudafricano (Louis Trichardt, n. 1966)
- Gavin Kerr, ex rugbista a 15 britannico (Newcastle upon Tyne, n. 1977)

## Scenografi(1)
- Gavin Bocquet, scenografo britannico (Londra, n. 1953)

## Scrittori(1)
- Gavin Extence, scrittore britannico (Lincolnshire, n. 1982)

## Storici delle religioni(1)
- Gavin Flood, storico delle religioni britannico (Londra, n. 1954)

## Velocisti(1)
- Gavin Smellie, velocista canadese (Kingston, n. 1986)

## Vescovi cattolici(1)
- Gavin Douglas, vescovo cattolico, traduttore e scrittore scozzese (n. 1474 - † 1522)

## Wrestler(1)
- Flash Morgan Webster, wrestler gallese (Brynmawr, n. 1990)

## Youtuber(1)
- Gavin Free, youtuber, attore e regista britannico (Thame, n. 1988)

## Zoologi(1)
- Gavin Rylands de Beer, zoologo e antiquario inglese (Londra, n. 1899 - Alfriston, † 1972)